# Bärnau
Bärnau là một thị trấn tại huyện Tirschenreuth, bang Bayern, Đức. Đô thị này tọa lạc gần biên giới với Cộng hòa Séc, 25 km về phía đông bắc của Weiden in der Oberpfalz, và 26 km về phía tây nam của Mariánské Lázně.